# Conte de l'Incroyable Amour
Albums de Anouar Brahem
Barzakh
(1990) Khomsa
(1995)
Conte de l'Incroyable Amour, est un album du joueur de oud tunisien Anouar Brahem enregistré en 1991 et sorti sur le label ECM. L'album a été enregistré au Rainbow Studio à Oslo en Norvège, en octobre 1991. 

## À propos
Il s'agit du deuxième album d'Anouar Brahem pour ECM après Barzakh. Il est accompagné par des musiciens turcs : Barbaros Erköse à la clarinette, Kudsi Ergüner au ney et le percussionniste Lassad Hosni.
La plupart des compositions sont d'Anouar Brahem, et mêlent musique arabe et improvisation jazz. L'atmosphère est plus méditative que sur Barzakh,.

## Critique
Sur AllMusic, Stephen Cook décerne à l'album 3 étoiles le qualifiant ainsi : « Un album merveilleux qui révèle de nouveaux moments transcendants à chaque écoute ».

## Liste des pistes
| No  | Titre                                                   | Musique       | Durée |
| --- | ------------------------------------------------------- | ------------- | ----- |
| 1.  | Étincelles                                              | Anouar Brahem | 3:20  |
| 2.  | Le chien sur les genoux de la devineresse (pour Sabria) | Anouar Brahem | 3:42  |
| 3.  | L'oiseau de bois                                        | Anouar Brahem | 4:46  |
| 4.  | Lumière du silence                                      | Anouar Brahem | 5:11  |
| 5.  | Conte de l'incroyable amour                             | Anouar Brahem | 10:48 |
| 6.  | Peshrev Hidjaz Homayoun                                 | Veli Dede     | 5:01  |
| 7.  | Diversion                                               | Kudsi Ergüner | 5=34  |
| 8.  | Nayzak                                                  | Anouar Brahem | 5:29  |
| 9.  | Battements                                              | Anouar Brahem | 1:53  |
| 10. | En souvenir d'Iram                                      | Anouar Brahem | 3:01  |
| 11. | Iram retrouvée                                          | Anouar Brahem | 3:45  |
| 12. | Épilogue (pour Manfred Eicher)                          | Anouar Brahem | 6:21  |

## Musiciens
- Oud : Anouar Brahem
- Clarinette : Barbaros Erköse
- Ney : Kudsi Ergüner
- Bendir, darbouka : Lassad Hosni